# Ґедді Лі
Ґедді Лі (англ. Geddy Lee), справжнє ім'я — Ґері Лі Вайнриб (англ. Gary Lee Weinrib; 29 липня 1953, Норт-Йорк) — канадський музикант, найзнаніший як вокаліст, бас-гітарист та клавішник гурту Rush.

## Біографія
Лі народився Ґері Лі Вайнрибом 29 липня 1953 року в околиці Норт-Йорка Віллоудейл, Торонто, в родині Морріса Вайнриба (народжений Моше Меїр Вайнриб; 1920—1965), з Островця Свєнтокшиського, та Мері «Маня» Рубінштейн (уроджена Малка Рубінштейн; 1925—2021), яка народилася у Варшаві, а згодом виросла у Вержбніку. Його батьки були євреями, що пережили Голокост з Польщі, які пережили гетто в Стараховицях (де вони познайомилися), а потім ув'язнення в Освенцимі, а пізніше в концентраційних таборах Дахау та Берген-Бельзен під час Голокосту та Другої світової війни. Вони були підлітками, коли спочатку потрапили в Освенцім. «Це було якесь сюрреалістичне передпідліткове лайно», — каже Лі, описуючи, як його батько підкупив охоронців, щоб вони принесли його матері взуття. Через деякий час його матір перевели до Берген-Бельзена, а батька до Дахау. Коли війна закінчилася через чотири роки, і союзники звільнили табори, Морріс вирушив на пошуки Маню та знайшов її в таборі для переміщених осіб Берген-Бельзен. Там вони одружилися і зрештою емігрували до Канади.
Лі виріс, вважаючи, що його друге ім'я «Лорн». Лише коли він побачив копію свого свідоцтва про народження в підлітковому віці, він дізнався, що його друге ім'я було «Лі».
Батько Лі помер молодим, що змусило матір Лі працювати, щоб утримувати трьох дітей, керуючи різноманітним магазином у Ньюмаркеті, Онтаріо, яким володів і керував її чоловік. Лі вважає, що те, що в ті роки не було батьків вдома, ймовірно, стало причиною того, що він став музикантом: «Це був жахливий удар, що я втратив його, але хід мого життя змінився, оскільки моя мати не могла контролювати нас». Він сказав, що втрата батька в такому ранньому віці змусила його усвідомити, як «швидко може зникнути життя», що надихнуло його відтоді отримувати максимум від свого життя та музики.
Він перетворив свій підвал на тренувальний простір для гурту, який створив разом зі шкільними друзями. Після того, як група почала заробляти на невеликих виступах на шкільних шоу чи інших заходах, він вирішив кинути середню школу та грати рок-н-рол професійно. Його мати була спустошена, коли він сказав їй, і досі відчуває, що зобов'язаний їй за розчарування в її житті. «Усе те лайно, через яке я їй зазнав, — каже він, — окрім того, що вона щойно втратила чоловіка. Я відчував, що маю переконатися, що це того варте. Я хотів показати їй, що я професіонал, що я багато працював, а не був просто довбаним божевільним».
Jweekly опублікував роздуми Лі про досвід біженки його матері та про його власне єврейське походження. Ім'я Лі, Ґедді, походить від його матері, яка вимовляла його ім'я Ґері з важким польським акцентом. Це підхопили його шкільні друзі, що призвело до того, що Лі прийняв це як своє сценічне ім'я, а згодом і як офіційне ім'я. Раніше була допущена ще одна помилка, пов'язана з мовою, коли Ґедді пішов у школу — Лі був неправильно зареєстрований як Лорн, через що Ґедді повірив, що його звуть Ґері Лорн Вайнріб.
Після того, як Rush стала широко визнаною рок-групою, Лі розповів історію про раннє життя своєї матері барабанщику та автору текстів гурту Нілу Пірту, який потім написав текст до пісні «Red Sector A», натхненний її випробуваннями. Пісня, до якої Лі написав музику, вийшла в альбомі гурту 1984 року Grace Under Pressure. Текст пісні містить такий вірш:
|  | I hear the sound of gunfire at the prison gate Are the liberators here? Do I hope or do I fear? For my father and my brother, it's too late But I must help my mother stand up straight. |

## Особисте життя
Лі одружився з Ненсі Янг у 1976 році. У них є син і дочка. Він щорічно їздить до Франції, де ласує сиром і вином. 2011 року благодійний фонд Grapes for Humanity, який він підтримує, створив стипендію Ґедді Лі для студентів виноробства Ніагарського коледжу. Лі описав себе як єврейського атеїста, пояснивши інтерв'юеру: «Я вважаю себе євреєм як расу, але не стільки як релігію. Я зовсім не проти релігії. Я єврейський атеїст, якщо це можливо».

## Інструменти

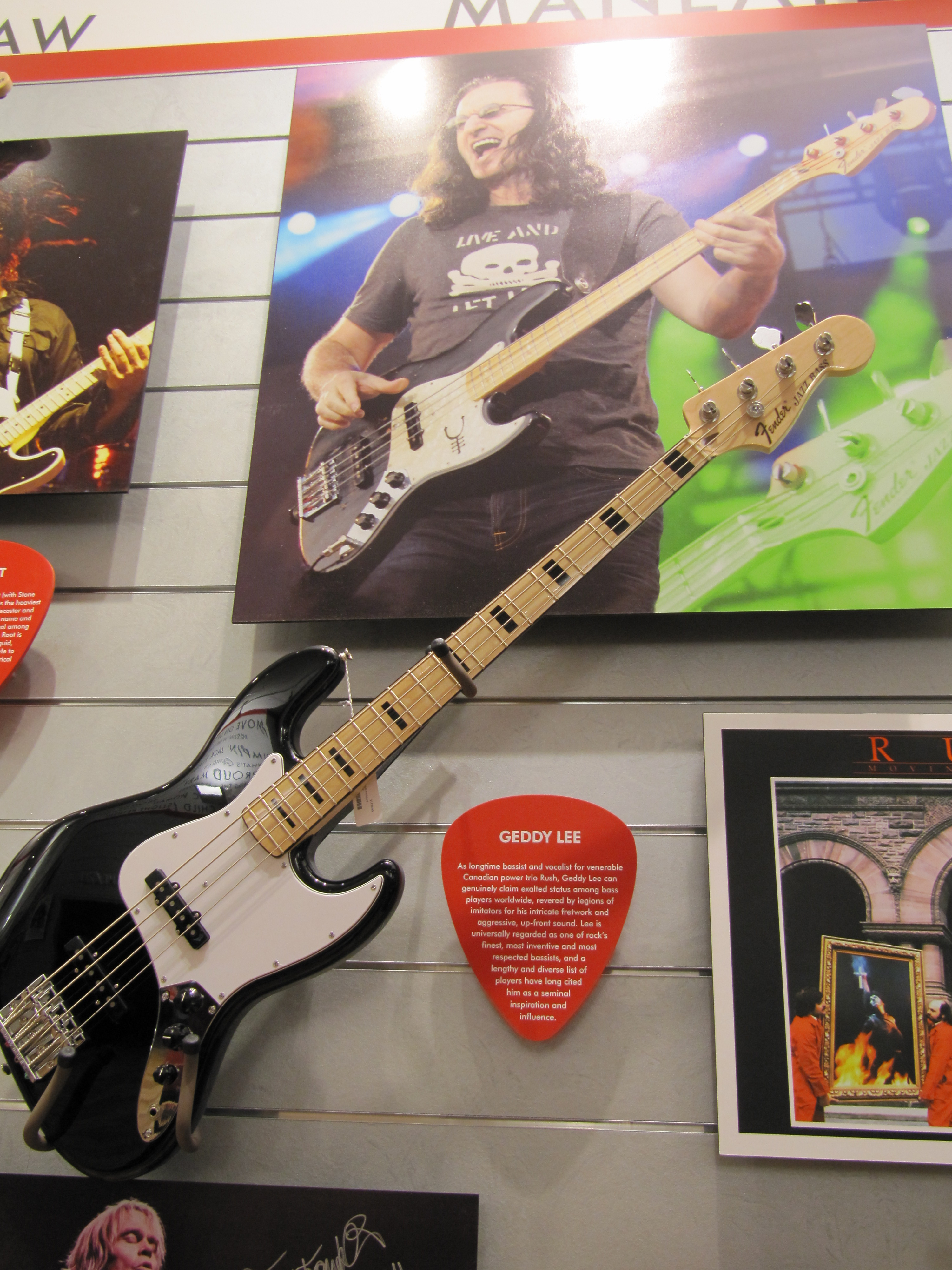
Fender Jazz Bass, модель Гедді Лі

Бас-гітари
- Rickenbacker 4001 1972 року
- Rickenbacker 4002
- Rickenbacker 3261 1967 року
- Gibson EB-1 1957 року
- Steinberger L2
- Fender Jazz Bass
- Zematis Bass 1992 року

Синтезатори
- PPG Wave 2.2
- Roland Jupiter-8
- Roland TR-808
- Oberheim OBX-A
- E-mu Emulator II
- Yamaha DX7
- Yamaha QX-1 (секвенсер)

Підсилювачі
- BGW 750B
- BGW 750C

## Дискографія
Дивіться дискографію групи Rush